# Dorree Cooper
Dorree Cooper (* in New Orleans, Louisiana) ist eine US-amerikanische Szenenbildnerin und Artdirectorin.

## Leben
Cooper begann ihre Karriere im Filmstab 1983  als Szenenbildassistentin beim B-Movie-Horrorfilm Eyes of Fire. Ab 1986 war sie als Szenenbildnerin tätig, ihr erster Spielfilm in dieser Funktion war die Filmkomödie Soul Man. Für die Disney-Komödie Liebling, ich habe die Kinder geschrumpft agierte sie 1989 als Artdirectorin. In den 1980er Jahren war sie an einer Reihe von Horrorfilmen beteiligt, wie Nightmare – Mörderische Träume und House – Das Horrorhaus. Mit Beginn der 1990er Jahre wirkte sie an einer Reihe großer Hollywoodproduktionen mit, darunter Batman & Robin und Die Jury.
Für das Drama Legenden der Leidenschaft war sie gemeinsam mit Lilly Kilvert 1995 für den Oscar in der Kategorie Bestes Szenenbild nominiert, die Auszeichnung ging in diesem Jahr jedoch an King George – Ein Königreich für mehr Verstand.
Zwischen 1999 und 2005 war sie weder für Film noch Fernsehen tätig. Seitdem wirkte sie unter anderem am Spielfilm Year One – Aller Anfang ist schwer sowie an der Fernsehserie Common Law mit.

## Filmografie (Auswahl)
- 1984: Nightmare – Mörderische Träume (A Nightmare on Elm Street)
- 1985: House – Das Horrorhaus (House)
- 1985: Runaway Train
- 1986: Soul Man
- 1987: Cherry 2000
- 1987: House II – Das Unerwartete (House II: The Second Story)
- 1988: Johnny be Good (Johnny Be Good)
- 1989: Liebling, ich habe die Kinder geschrumpft (Honey, I Shrunk the Kids)
- 1989: Die Schattenmacher (Fat Man and Little Boy)
- 1991: Tod im Spiegel (Shattered)
- 1992: Liebling, jetzt haben wir ein Riesenbaby (Honey, I Blew Up the Kid)
- 1992: Mom und Dad retten die Welt (Mom and Dad Save the World)
- 1992: Ein ehrenwerter Gentleman (The Distinguished Gentleman)
- 1994: Legenden der Leidenschaft (Legends of the Fall)
- 1996: Aus nächster Nähe (Up Close & Personal)
- 1996: Mississippi Delta – Im Sumpf der Rache (Heaven’s Prisoners)
- 1996: Die Jury ( Time to Kill)
- 1997: Batman & Robin
- 1999: Message in a Bottle – Der Beginn einer großen Liebe (Message in a Bottle)
- 2006: Spiel auf Sieg (Glory Road)
- 2009: Year One – Aller Anfang ist schwer (Year One)

## Auszeichnungen (Auswahl)
- 1996: Oscar-Nominierung in der Kategorie Bestes Szenenbild für Legenden der Leidenschaft